# Leonardo Dudan
Leonardo "Leo" Dudan, né en 1798 à Kaštel Kambelovac et mort le 2 février 1864 à Split, est un poète (de langue italienne) et homme politique dalmate. Il est maire de Split entre 1832 et 1853.

## Biographie
Leonardo Dudan naît en 1798 à Kaštel Kambelovac, d'une famille venue de Bosnie. Il fréquente le séminaire de Split, puis étudie la littérature et le droit à Padoue et obtient un doctorat.
En 1827 il publie La Giostra di Sign, un poème néoclassique dans lequel les joutes traditionnelles de la ville dalmate sont comparées aux jeux olympiques de la Grèce antique. Il est publié en l'honneur de l'anniversaire de l'empereur.
Leonardo Dudan compose des poésies en italien, écrit des mémoires sur les coutumes et usages du pays et prépare pour l'impression un ouvrage intitulé Le antichità di Spalato.
La municipalité de Split, sous sa direction, joue un rôle de premier plan parmi les opposants à tout projet d'union entre la Dalmatie et le royaume de Croatie.
Leonardo Dudan est également mentionné comme un peintre amateur.
Il meurt le 2 février 1864 à Split.